# Environnement au Pérou
L'environnement au Pérou est l'environnement (ensemble des éléments - biotiques ou abiotiques - qui entourent un individu ou une espèce et dont certains contribuent directement à subvenir à ses besoins) du pays Pérou.

## La biodiversité au Pérou

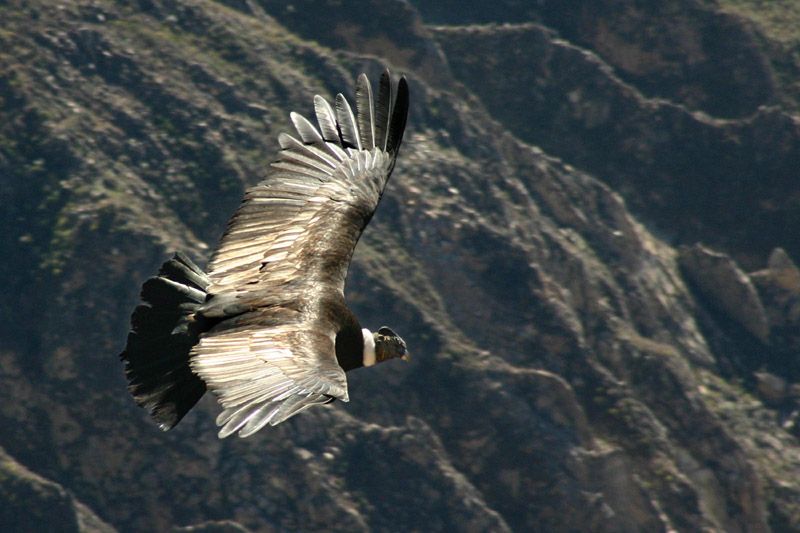
Condor, Valle del Colca.

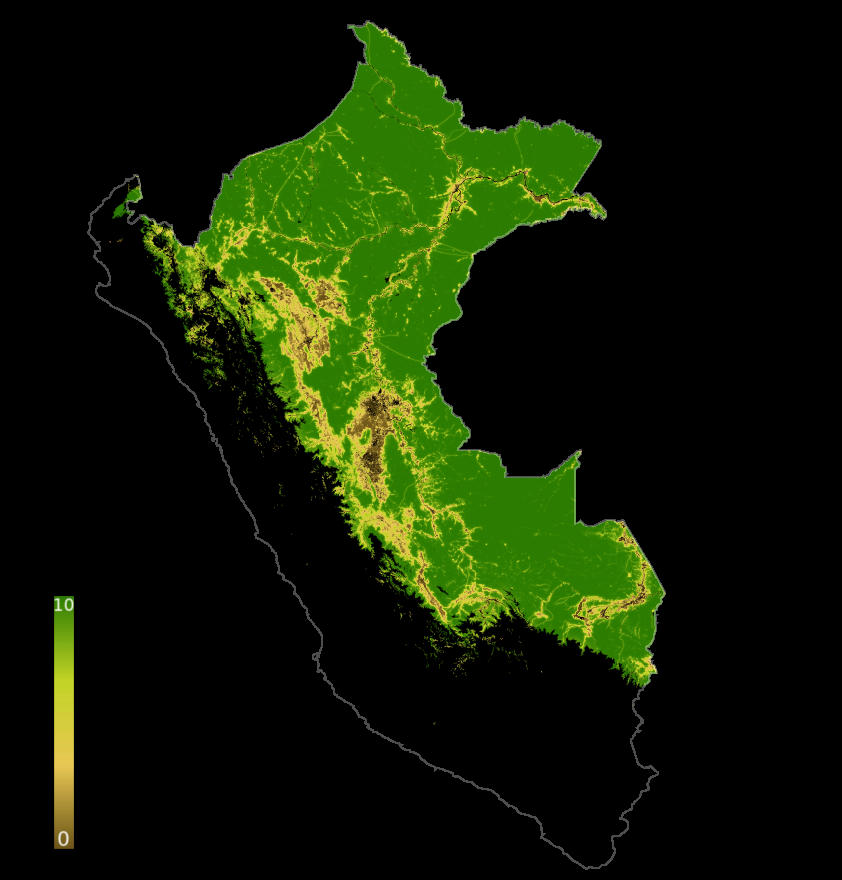
Le Pérou avait un score moyen de l'Indice d'intégrité du paysage forestier 2019 de 8.86, le classant 14e sur 172 pays.

Du fait de sa position biogéographique et d'une grande diversité climatique et topographique, il existe au Pérou des milieux très diversifiés (de la plaine à la montagne et du désert à la forêt équatoriale) abritant une faune et une flore extrêmement variées. C'est l’un des dix-sept pays caractérisés par une mégadiversité biologique.

Il compte 84 des 117 zones naturelles existantes au monde (72 %), abritant encore 5 872 espèces endémiques (parmi lesquelles 118 types uniques d’oiseaux, 113 espèces de reptiles et 60 variétés différentes de mammifères).

### Milieux
La cordillère des Andes marque et structure les paysages et la géographie du pays. Le Huascarán, qui s'élève à 6 768 mètres, est le point culminant du pays dans la Cordillère occidentale. Le climat est tropical à l'est, désertique et sec à l'ouest. 
On peut distinguer trois grandes zones naturelles :
- la « costa » (côte) bordée par l'océan Pacifique, 60 % de la population, 10 % de la superficie ;
- la « sierra » (montagne) 30 % de la population, 30 % de la superficie ;
- la « selva » (forêt d'Amazonie péruvienne) 10 % de population, 60 % de la superficie.

Le versant oriental est principalement drainé par deux cours d'eau, l'Ucayali et le Marañón qui, après s'être rejoints, donnent l'Amazone. Le lac Titicaca est le plus vaste lac d'Amérique du Sud et le plus haut lac navigable au monde, perché entre 3 600 et 4 500 mètres d'altitude sur les plus hauts plateaux andins, entre Pérou et Bolivie.
En 2019, le couvert forestier s'étend sur 680 000 km2, dont 95 % en Amazonie.

### Faune et flore
À Yanamono, près de Iquitos, un record mondial de biodiversité a été enregistré, avec plus de 900 espèces de plantes sur une parcelle d'un hectare. Le département de San Martín, centre de la production de cocaïne dans les années 1990, comprend 2 600 espèces de plantes, dont 15 % endémiques, entre 500 et 2 000 mètres d'altitude.
En 2020, on compte 60 espèces de Mammifères, dont 53 menacées. Sur les hauteurs, les lamas côtoient les alpagas et les vigognes. Le renard et le cerf sont également présents. Le chinchilla à queue courte, présent à l’état sauvage autrefois dans les très hautes Andes a sans doute disparu aujourd’hui. 
Survolant les montagnes, le condor des Andes est un oiseau emblématique du Pérou et de ses montagnes. L'aigle est également présent, mais aussi le colibri.
Mais c’est dans la « selva » que la faune est la plus présente avec entre autres les jaguars, les tatous, les caïmans, les capybaras mais aussi des singes ou des milliers d’espèces d’insectes qui vivent dans une végétation luxuriante. La vanille, l’acajou et le caoutchouc participent à cette biodiversité.

### Parcs nationaux et aires protégées
Le Pérou dispose d'un vaste réseau de parcs nationaux, de réserves naturelles et de lieux historiques nationaux. L'ensemble de ces sites occupe une superficie de 18 283 508 ha, soit 14 % du territoire péruvien. L'INRENA (Institut national de ressources naturelles) gère la plupart des aires protégées. Cependant, un nombre croissant d'entre elles sont administrées par les communautés autochtones et par des associations de protection de la nature.
- Parc national de Huascarán : classée en 1985 Patrimoine naturel de l'Humanité par l'UNESCO, la cordillère Blanche est la chaîne montagneuse tropicale la plus élevée au monde[7]. Une trentaine de sommets enneigés s'élevant au-delà de 6 000 m, parmi eux l'Huascarán la plus haute montagne du Pérou (6 768 m.), dominent un paysage marqué par la présence d'espèces botaniques ou animales rares telles que la Puya raimondii ou l'ours à lunettes.
- Réserve nationale Pampas Galeras-Bárbara d'Achille : bande de terre couvrant plus de 6 500 ha, la réserve abrite la plus grande concentration de vigognes au monde.
- Parc national de Manú : composé de plusieurs zones naturelles qui s'étagent de 150 m à 4 200 m, le parc abrite environ 52 % de toutes les espèces d'oiseaux du Pérou et 15 % de celles du monde entier[8]. En accordant le statut de patrimoine mondial au parc national du Manu en 1985, le Comité du patrimoine mondial a souligné : « La région protégée du Manu n'a probablement pas son pareil au monde par sa diversité des écosystèmes et des espèces[9]. »

## Impacts sur les milieux naturels

### Activités humaines

#### Déforestation

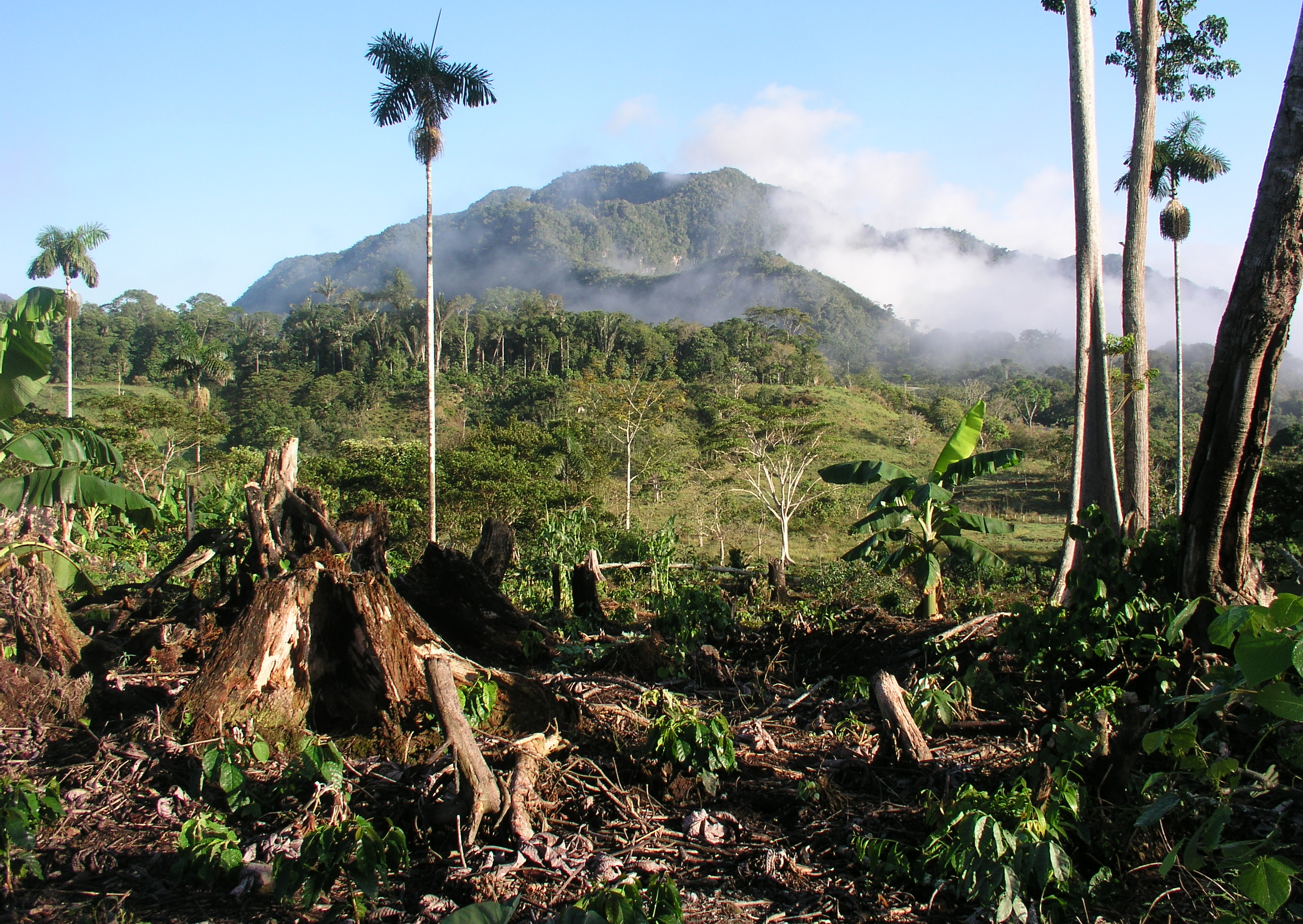
Déforestation dans les environs de Nueva Cajamarca (Rioja, San Martin, Pérou).

Le niveau de déforestation est de 145 000 hectares par an en 2013, alors qu'il n'était que de 80 000 hectares en 2001. En 2017, le pays a perdu 143 000 hectares sur un total de 69 millions. En 2019, la perte fut de 147 402 hectares, soit une baisse de 4,7 % par rapport à l’année précédente, dont 47,2 pour la région de San Martín mais un accroissement dans le département de Junín. 
L'agriculture constitue la première cause de déforestation au Pérou, en majeure partie à cause de la progression de parcelles de moins de 50 hectares.
La déforestation constitue une menace pour la riche diversité biologique du Pérou et de sa partie amazonienne en particulier.

#### Agriculture, pêche et chasse
Outre qu'elle encourage le défrichage, la culture de la coca telle qu'elle est pratiquée dans le piémont andin favorise l'érosion des sols : les lignes de plants suivent le sens des pentes, déjà sensibles à la dégradation en raison de leur déclivité. Elle perturbe le régime hydrique, ce qui provoque des inondations. Les rejets chimiques et toxiques contaminent l'eau et augmentent une pollution néfaste pour l'écosystème.
La pêche constitue aussi une importante ressource naturelle, à cause du courant froid de Humboldt riche en poissons.

#### Réchauffement climatique lié à l'activité humaine
Un rapport publié en 2020 par l’Autorité nationale de l’eau (ANA) du Pérou nous révèle que les glaciers du pays ont perdu plus de 50 % de leur surface depuis les années 1960.
Les changements climatiques constants altèrent également les rythmes agricoles.

### Pression sur les ressources

#### Pression sur les ressources non renouvelables
Le pays dispose de cuivre, d'argent, d'or, de pétrole, de minerai de fer, de charbon et de phosphates.
Les mines de cuivre sont vues d'un mauvais œil par la population en raison de leur consommation d'eau

### Pollutions

#### La pollution de l'air
Le Pérou est le troisième pays d'Amérique latine où les niveaux de pollution de l'air sont les plus élevés, après le Mexique et le Chili.

#### La pollution de l'eau
Une marée noire se produit en janvier 2022 après la perte de 6 000 barils de pétrole par un navire italien. Plus de 174 hectares sont atteints par la pollution.

## L'exposition aux risques

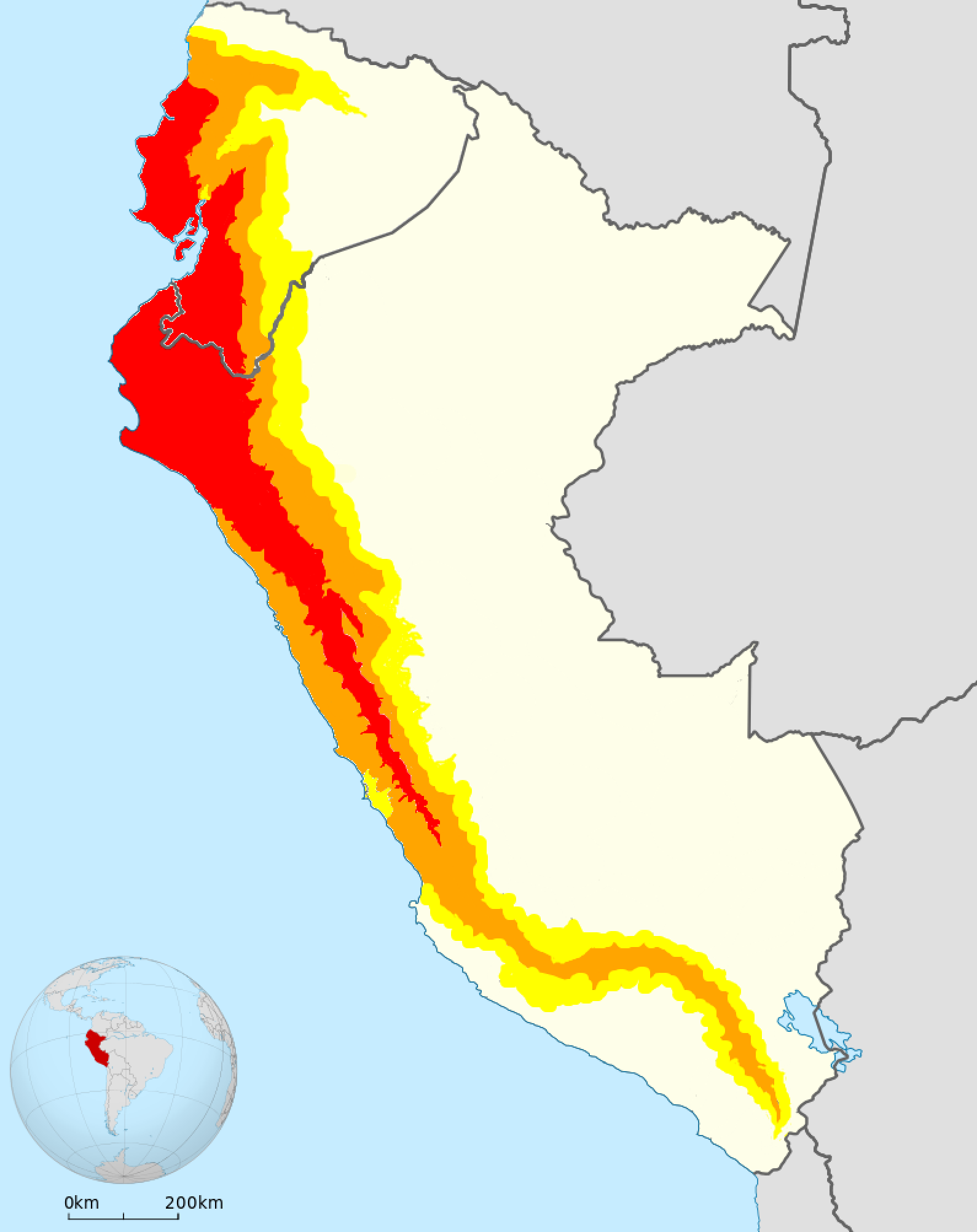
Le Pérou, avec l'Équateur, a la zone côtière la plus affectée par El Niño (ici en couleurs chaudes, lors de l'épisode 2016-2017)

### Catastrophes naturelles

#### phénomèneEl Niño
Les inondations et glissements de terrain sont principalement dus au phénomène El Niño.
Les inondations de 2017 au Pérou et en Équateur ont fait 101 victimes au Pérou. Quelque 300 000 personnes ont par ailleurs été déplacées, dont beaucoup ont été grossir les bidonvilles de Lima. 

#### Sismicité

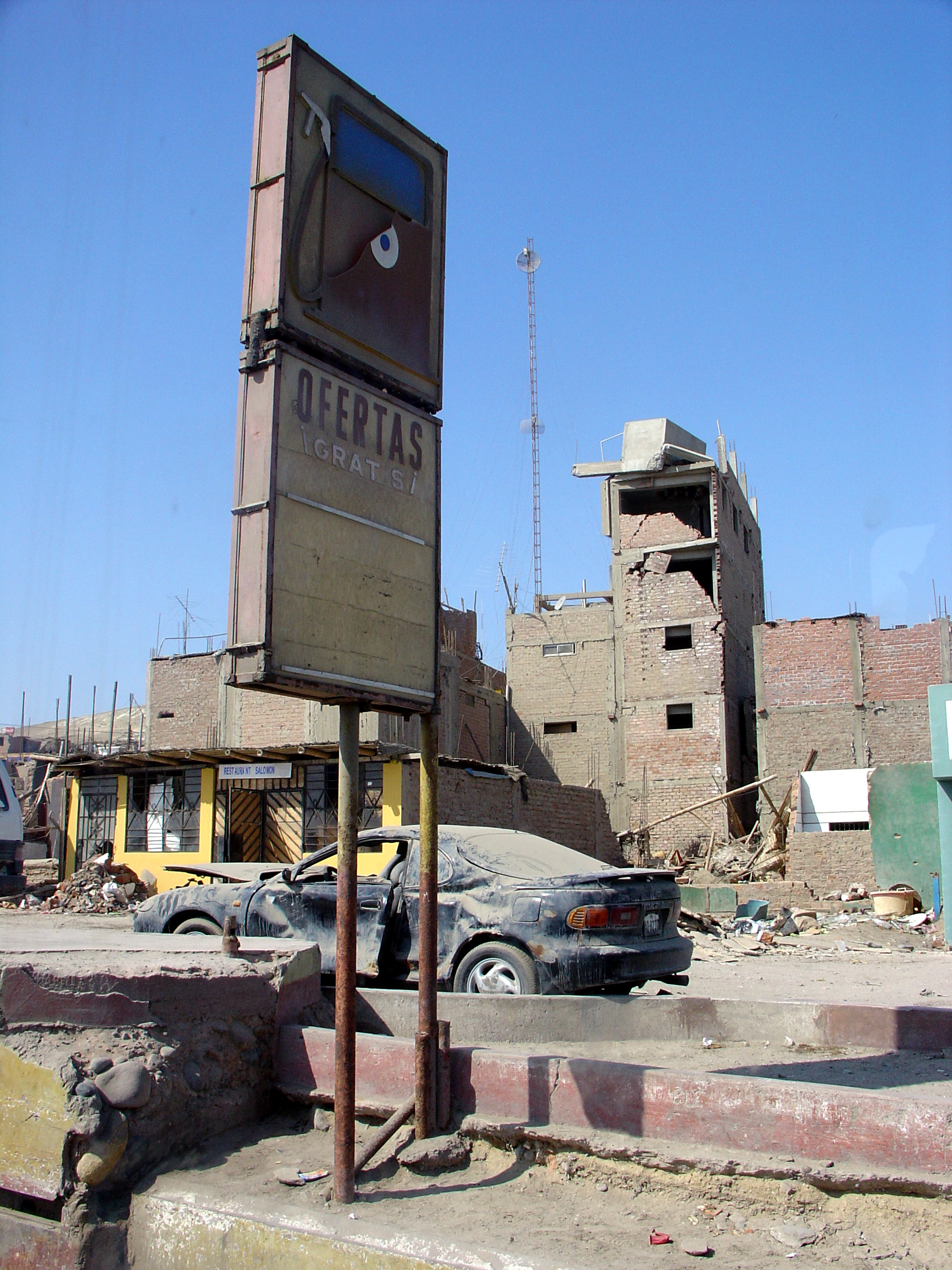
Dommages du séisme du 15 août 2007.

Le pays est sujet aux tremblements de terre. Il existe une activité volcanique dans la zone volcanique centrale des Andes située au sud du pays.
Le Pérou se trouve sur une faille sismique, ce qui provoque chaque année un certain nombre de tremblements de terre dont l’intensité reste faible. Le pays a toutefois subi quelques séismes majeurs ayant provoqué un grand nombre de victimes et des dégâts considérables, comme celui de Yungay en 1970, qui fit entre 25 000 et 30 000 morts.

## Politique environnementale au Pérou
Il existe au Pérou un ministère de l'Environnement.
Le gouvernement souhaite renforcer sa législation pour lutter contre le pillage de la forêt, par des peines plus sévères et des opérations contre le trafic illégal de bois. En 2015, il a annoncé l'objectif d'atteindre zéro déforestation en 2021. La même année, à la suite de la révision de la loi forestière, le Serfor (Servicio Nacional Forestal y de Fauna Silvestre) est mis en place. Cet organisme est chargé la gestion des forêts, accorde des concessions et dresse l’inventaire des parcelles. L'Osinfor (Organismo de Supervision de los Recursos Forestales), créé en 2005, est lui chargé du contrôle de l’exploitation et de l'usage des ressources forestières.